# Lijst van deelnemers aan documenta
Dit is een lijst van deelnemers aan documenta in Kassel. 
De documenta is sinds 1955 de belangrijkste tentoonstelling van actuele beeldende kunst in Europa. Deze tentoonstelling vindt eens in de vijf jaar plaats in Kassel (Duitsland). De tentoonstelling duurt precies honderd dagen en strekt zich meestal uit over de hele stad. Hoofdgebouw is het Fridericianum.
| - Hans Aeschbacher - Yaacov Agam - Carl Andre - Horst Antes - Karel Appel - Kenneth Armitage - Art & Language - Richard Artschwager - Alice Aycock - Gerrit van Bakel - Mirosław Bałka - Joachim Bandau - Jean-Michel Basquiat - Jean Bazaine - Larry Bell (beeldhouwer) - Hans Bellmer - Ben Berns - Joseph Beuys - Max Bill - The Black Archives (o.a. Iris Kensmil, Jaasir Linger, Mitchell Esajas, Jessica de Abreu) - Jonathan Borofsky - Marcel Broodthaers - Stanley Brouwn - Donald Brun - Chris Burden - Alberto Burri - Reg Butler - Guillaume Bijl - James Lee Byars - Enrico Castellani - Jorge Castillo - Saint Clair Cemin - Lynn Chadwick - Eduardo Chillida - Abraham David Christian - Emil Cimiotti - Tony Cragg - Roel D'Haese - Salvador Dalí - Hanne Darboven - Raoul De Keyser - Walter De Maria - Richard Deacon - Ad Dekkers - André Derain - Jim Dine - Martin Disler - Eugène Dodeigne - Lili Dujourie - Dušan Džamonja - Bogomir Ecker - Luciano Fabro - Pericle Fazzini - Gerson Fehrenbach - Herbert Ferber - Ian Hamilton Finlay - Lothar Fischer - Lucio Fontana - Günther Förg - Fortuyn/O'Brien - Helen Frankenthaler - Gloria Friedmann - Rupprecht Geiger - Isa Genzken - Jef Geys - Émile Gilioli - Hermann Glöckner - Robert Gober - Antony Gormley - Dan Graham - Johan Grimonprez - Michael Gross (kunstenaar) - Waldemar Grzimek - Otto Herbert Hajek - Nigel Hall (beeldhouwer) - Keith Haring - Hans Hartung - Karl Hartung - Erich Hauser - Erwin Heerich - Bernhard Heiliger - Ernst Hermanns - Anatol Herzfeld - Anton Heyboer - Jacobus Cornelis Johannes van der Heyden - Thomas Hirschhorn - Rudolf Hoflehner - Jenny Holzer - Nan Hoover - Alfonso Hüppi - Robert Indiana - Jean-Robert Ipoustéguy - Guido Jendritzko - Magdalena Jetelová - Jasper Johns - Donald Judd - Menashe Kadishman - Howard Kanovitz - Kazuo Katase - Niek Kemps - Phillip King (beeldhouwer) - Per Kirkeby - Imi Knoebel - Fritz Koenig - Jeff Koons - Jannis Kounellis - Norbert Kricke - Klaus Kumrow - Marie-Jo Lafontaine - Wifredo Lam - Berto Lardera - Henri Laurens - Bertrand Lavier - Jean Le Moal - Thomas Lenk - Julio Le Parc - Jacques Lipchitz - Morice Lipsi - Bernd Lohaus - Bernhard Luginbühl - Ken Lum | - Heinz Mack - Luigi Mainolfi - Gerhard Marcks - Brice Marden - Marino Marini - Étienne Martin - Umberto Mastroianni - Ewald Mataré - Matschinsky-Denninghoff - Roberto Matta - Danny Matthys - Bernard Meadows - Cildo Meireles - Mario Merz - Olaf Metzel - Luciano Minguzzi - Joan Mitchell - Henry Moore - Marcello Morandini - Gabriele Münter - Hidetoshi Nagasawa - Jacques Nathan Garamond - Ernst Wilhelm Nay - Edgar Negret - Max Neuhaus - Ansgar Nierhoff - Constant Nieuwenhuijs - Isamu Noguchi - Richard Nonas - Meret Oppenheim - Christian d'Orgeix - Miguel Ortiz Berrocal - Robin Page - Nam June Paik - Blinky Palermo - Eduardo Paolozzi - Alicia Penalba - A.R. Penck - Giuseppe Penone - Beverly Pepper - Antoine Pevsner - Pablo Picasso - Walter Pichler - Pierluca - Anne en Patrick Poirier - Arnaldo Pomodoro - Heinz-Günter Prager - Dmitri Prigov - Norbert Radermacher - Robert Rauschenberg - James Reineking - Erich Reusch - Germaine Richier - Gerhard Richter - Bridget Riley - Klaus Rinke - Jean-Paul Riopelle - Dorothea Rockburne - Emy Roeder - James Rosenquist - Dieter Roth - Susan Rothenberg - Ulrich Rückriem - David Salle - Nicolas Schöffer - Rudolf Schoofs - Alf Schuler - Emil Schumacher - Buky Schwartz - Gustav Seitz - Maria Serebriakova - Richard Serra - Roman Signer - Hein Sinken - David Smith (beeldhouwer) - Tony Smith - Robert Smithson - Francisco Sobrino - Susana Solano - Ousmane Sow - Giuseppe Spagnulo - Toni Stadler - Hans Steinbrenner - Frank Stella - Rolf Szymanski - Shinkichi Tajiri - Paul Talman - Pascale Marthine Tayou - George Trakas - Rosemarie Trockel - Tunga - William Turnbull - Günther Uecker - Hans Uhlmann - Ulay - Micha Ullman - Timm Ulrichs - Bernar Venet - Maria Helena Vieira da Silva - Carel Visser - Maurice de Vlaminck - Wolf Vostell - Jeff Wall - Franz West - Hans Wimmer - Rudi van de Wint - Bill Woodrow - Erwin Wortelkamp - Fritz Wotruba |